# Bukowiner Ausgleich

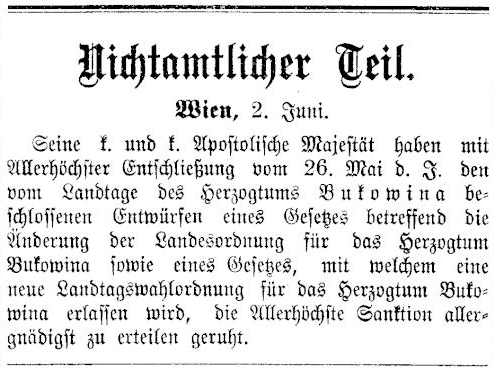
Bekanntmachung der kaiserlichen Sanktion des Bukowiner Ausgleichs in der Wiener Zeitung am 3. Juni 1910

Beim Bukowiner Ausgleich (rumänisch Compromisul Bucovinei) handelte es sich um eine Gesetzesreform im östlichsten Kronland der österreichischen Reichshälfte (Cisleithanien) der Österreichisch-Ungarischen Monarchie, mit den Zielsetzungen der Ausweitung des allgemeinen Männerwahlrechts (Demokratisierung) und der Entschärfung nationaler Gegensätze in der Landespolitik. Dafür wurden eine völlig neue Landtagswahlordnung geschaffen und die Landesverfassung (Landesordnung) stark überarbeitet. Das Gesetzeswerk wurde in den Jahren 1904–09 von führenden Landespolitikern der verschiedenen Nationalitäten ausgearbeitet, im Oktober 1909 im Bukowiner Landtag beschlossen und erlangte im Mai 1910 die Zustimmung der Wiener Zentralregierung sowie die kaiserliche Sanktion.

## Gesamtstaatlicher Kontext
Das Bukowiner Reformwerk steht in Kontinuität zu einer Reihe ähnlicher Bestrebungen in der Habsburgermonarchie. Während eine erste Welle an Ausgleichsgesetzen gesamtstaatliche Fragen geklärt hatte – insbesondere die zwischen Österreich und Ungarn 1867 und zwischen Ungarn und Kroatien 1868 –, wurden in der zweiten Welle regionale Fragen zwischen Volksgruppen innerhalb der Kronländer reguliert. Hier sind insbesondere der Mährische Ausgleich von 1905 und der Galizische Ausgleich von 1914 hervorzuheben. Der gerne als mustergültig hervorgestrichene Bukowiner Ausgleich wurde in seiner praktischen politischen Wirksamkeit dadurch begünstigt, dass die nationalen Gegensätze durch das Fehlen dominierender Volksgruppen weniger stark als in anderen Gebieten der Monarchie ausgeprägt waren, und anders als in Galizien bis zum Ausbruch des Ersten Weltkrieges noch einige Friedensjahre zur Verfügung standen. Er beschränkte sich im Gegensatz zum Mährischen Ausgleich zudem auf die Regelung der politischen Vertretung (während jener auch das Schul- und Sprachwesen neu zu regeln suchte), hatte also eine enger umrissene Zielsetzung.
Als fördernd für das Zustandekommen der Bukowiner Reform stellte sich das Bestreben der Wiener Zentralregierung heraus, ein Erfolgsbeispiel für die Entschärfung nationaler Gegensätze zu schaffen. Auch wenn das Wiener Kabinett in einer entscheidenden Frage gegen den lokalen Entwurf ihr Veto einlegen sollte, war die Grundhaltung doch zustimmend und unterstützend. Das Zustandekommen des Ausgleiches wurde aus Wien nicht von oben oktroyiert, sondern weitgehend der regionalen Politik überlassen, jedoch immer auf einen konsensualen Prozess bestehend, das übergeordnete Staatswohl im Blick. So steht die Reform auch in der Tradition Josephinischen Staatsdenkens, das gesellschaftliche Konflikte durch eine Verrechtlichung der Materie zu regeln suchte.

## Regionale Einflussfaktoren
Die Bukowina war erst 1775 Teil von Österreich und 1849 eigenständiges Kronland geworden. Seit dieser Zeit waren durch gezielte Entwicklungspolitik beachtliche Fortschritte in Wirtschaft, Verwaltung und Kultur erreicht worden, nicht zuletzt durch die Ansiedelung von Fachkräften aus der gesamten Monarchie, was zu einer Vervielfachung der Bevölkerungszahl, aber auch zu fortschreitender ethnischer Vielfalt führte.
Treibende Kräfte zur Entstehung des Ausgleichs zu Beginn des 20. Jahrhunderts waren der in der Bukowina so wie in anderen Teilen der Habsburgermonarchie aufgekeimte Nationalismus, Demokratisierungstendenzen sowie das politische Aufstreben der bäuerlichen ukrainischen („ruthenischen“) Bevölkerungsmehrheit.

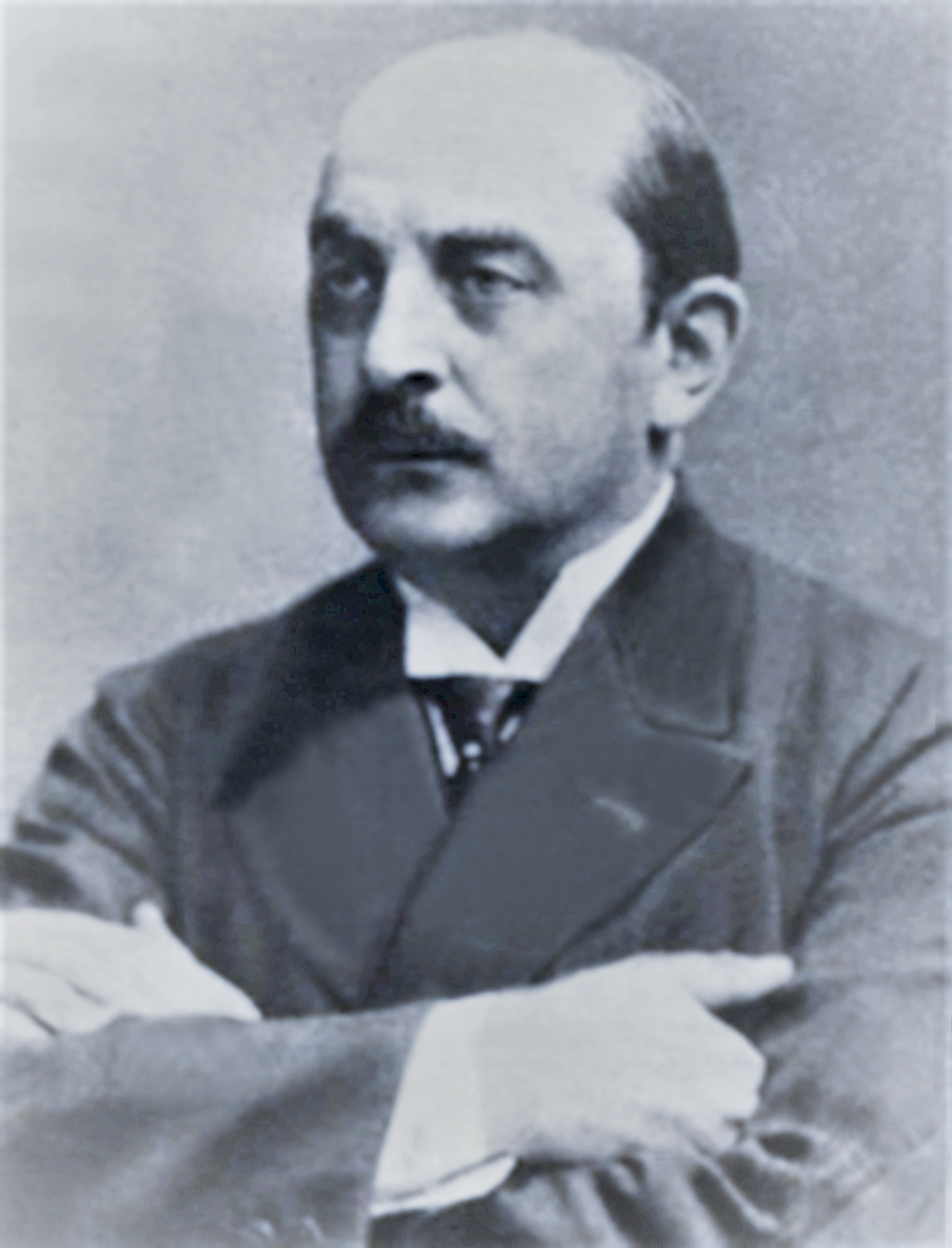
Jungruthenenchef Nikolaj Wassilko, einer der prägenden Politiker des Bukowiner Ausgleichs (Foto ca. 1915)

Gerade nationalistische Tendenzen mussten in einem ethnisch so vielfältigen Land wie der Bukowina destabilisierende Wirkung entfalten, auch wenn sie im Vergleich zu anderen Kronländern später auftraten und weniger stark ausgeprägt waren. Als besonders einflussreiche Entwicklungen erwiesen sich dabei das ruthenische Aufbegehren gegen die rumänische Dominanz in Kirchen und Schulen, das von der neu entstehenden ruthenischen Intelligenz, darunter vor allem Lehrern und Beamten, getragen wurde, sowie das anti-assimilatorisch, zionistisch geprägte Drängen nach Anerkennung der – besonders in der Hauptstadt Czernowitz politisch und kulturell dominierenden – Juden als eigenständige Nationalität und nicht, wie im Staatsgrundgesetz von 1867 geregelt, nur als Religionsgemeinschaft; sie wurden in Österreich-Ungarn gemäß ihrer Umgangssprache zumeist der deutschen Volksgruppe zugerechnet.
Den entscheidenden Anstoß für das Zustandekommen des Ausgleichs sollte jedoch die Bildung einer übernationalen politischen Koalition geben, die unter dem Namen „Freisinniger Verband“ mit modernen, populistischen Methoden Demokratisierungsbestrebungen gegen die aristokratische, regierungstreue Elite des traditionellen rumänischen und polnischen Großgrundbesitzes betrieb und erstmals bei den Landtagswahlen von 1904 erfolgreich in Aktion trat. Entscheidende Figuren des Freisinnigen Verbandes waren die jeweiligen politischen Anführer der Jungruthenen, Nikolaj Wassilko, der rumänischen Demokraten, Aurel Onciul, der Deutschfortschrittlichen, Arthur Skedl, sowie der jüdischen Nationalpartei, Benno Straucher. Sie alle hatten zusätzlich zu ihren Bukowiner Landtagsmandaten auch Sitze im Wiener Reichsrat und waren damit politisch weit über die Landesgrenzen hinaus vernetzt und tätig. Unterstützung fanden sie zudem durch den 1903/04 amtierenden Bukowiner Landespräsidenten, den „roten Prinzen“ Konrad zu Hohenlohe-Schillingsfürst. Die Aktivitäten des Freisinnigen Verbandes führten schließlich zur Herausbildung moderner politischer Parteienstrukturen in der Bukowina, die für ein Durchführen von Massenwahlen eine wichtige Voraussetzung darstellten.

## Entstehungsgeschichte

### Von den Landtagswahlen 1904 bis zum lokalen Konsens 1909
Nach ihrem großen Erfolg bei den Bukowiner Landtagswahlen 1904 brachten Vertreter des Freisinnigen Verbandes zügig einen ersten Entwurf für Landtagsreformgesetze ein, der vor allem eine Ausdehnung des Landtags-Wahlrechts durch Schaffen einer „allgemeinen Wählerklasse“ (Männer über 24 Jahre) als Schritt Richtung Demokratisierung vorsah. Weiters regelte er eine Neubestimmung der Kriterien für das Wahlrecht in den privilegierten Wählerklassen in Form von Mindest-Steuerleistungen, sowie die Einführung des direkten und geheimen Wahlrechts. Ein deutliches Aufstocken der Sitze im Landtag wurde ebenfalls schon vorgesehen, wenn sich diese Zahl im Lauf der nächsten Jahre bis zum endgültigen Beschluss auch immer wieder ändern sollte.

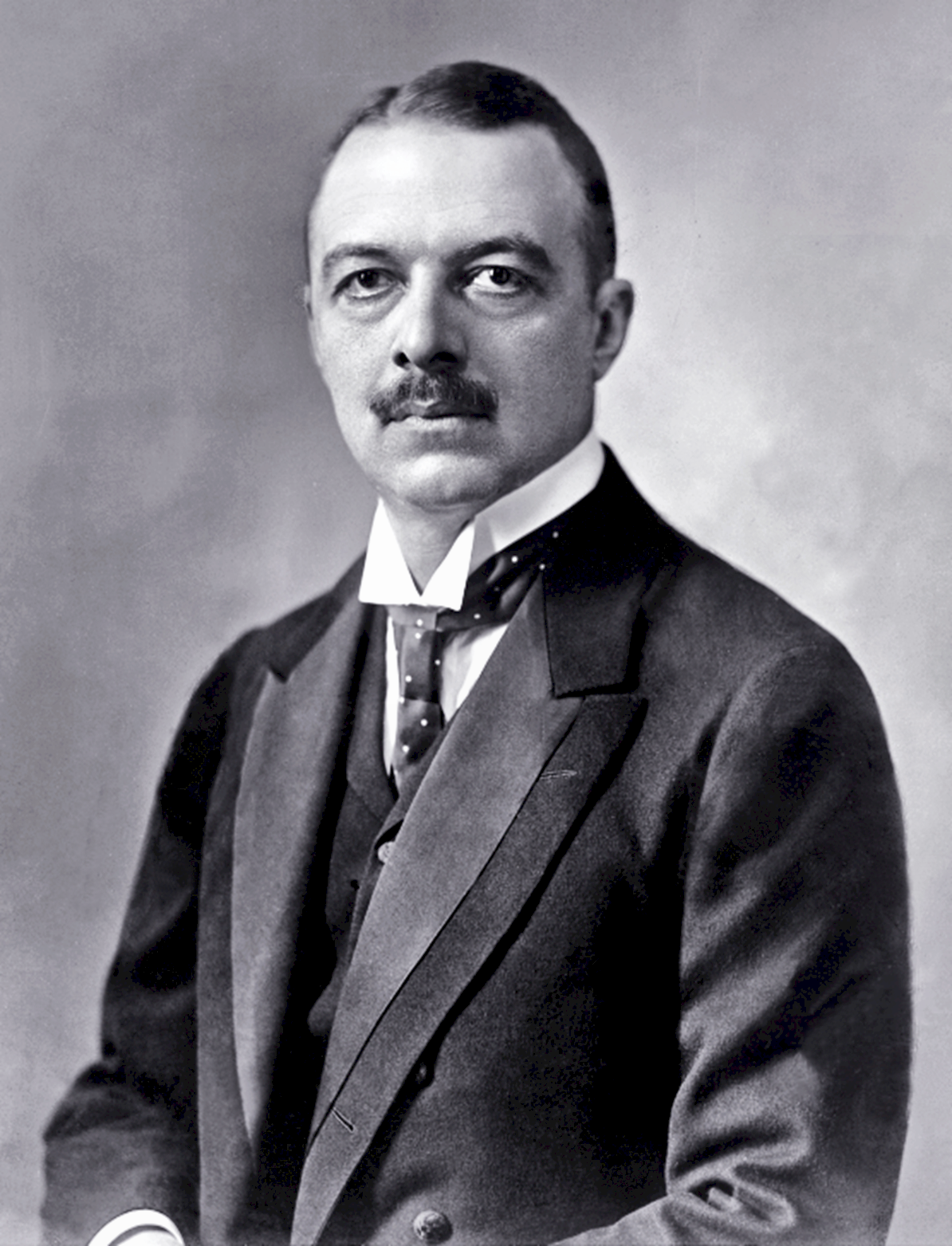
Oktavian Regner von Bleyleben, 1904–11 Bukowiner Landespräsident, förderte als Vertreter des Kaisers die Ausgleichsverhandlungen

Dieser rasch zusammengestellte Entwurf fand im Landtag allerdings nicht die erforderliche Zweidrittelmehrheit und die Diskussion darüber wurde bald durch gesamtstaatliche Themen wie das allgemeine Männerwahlrecht für die Reichsratswahlen überlagert, das mit den Wahlen von 1907 auch tatsächlich eingeführt wurde. Ihr Ausgang sollte die Führungsfiguren des Freisinnigen Verbandes weiter stärken.
Die deutschnationalen Abgeordneten starteten 1907 mit einer Überarbeitungsinitiative die Debatte über den Ausgleich erneut, die eine saubere Trennung der Wahlbezirke nach nationalem Gesichtspunkt gewährleisten sollte, insbesondere der rumänischen und deutschen, sowie der jüdischen und deutschen Wahlbezirke. Während also beim ersten Entwurf von 1904 noch stärker die Ausweitung des Wahlrechts im Vordergrund gestanden war, wurden nun die nationalen Aspekte verstärkt, deutlich inspiriert vom inzwischen abgeschlossenen Mährischen Ausgleich von 1905.
Als die rumänischen und polnischen Großgrundbesitzer zu opponieren und die neuen Vorschläge der Deutschnationalen durch Rückgriff auf und rasche Beschließung der Entwürfe von 1904 zu hintertreiben suchten, wendeten sich mehrere deutsche Reichsratsabgeordnete direkt an das Wiener Innenministerium und protestierten gegen die drohende mangelnde politische Vertretung der Bukowina-Deutschen. In dieser Situation trat die starke Konsenshaltung der Wiener Behörden und als deren Vertretung des seit 1904 amtierenden Bukowiner Landespräsidenten Oktavian Regner von Bleyleben in Nationalitätsfragen zutage, als sie an die Streitparteien die klare Forderung nach echtem Ausgleich der Interessensgegensätze sowie einer eingehenden Behandlung der Materie im Landtag stellten.
Der Bukowiner Landtag kreierte daraufhin 1908 einen „Permanenzausschuß“, um die komplexe Materie auch außerhalb der Landtagssessionen weiter behandeln und einen für alle Beteiligten akzeptablen Entwurf ausarbeiten zu können.

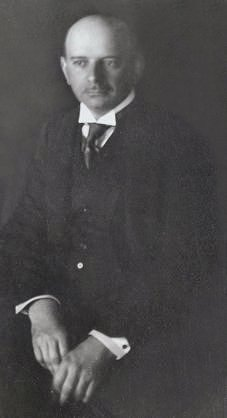
Alexander Freiherr von Hormuzaki war 1911–18 der letzte Landeshauptmann des Herzogtums Bukowina (Foto ca. 1904)

1909 wurden unter Leitung des Landtags- und Reichsratsabgeordneten Alexander Freiherr von Hormuzaki die bisherigen Entwürfe von Grund auf überarbeitet und dann im Permanenzausschuß, vor allem durch Aurel Onciul, ergänzt: nach dem Vorbild des Mährischen Ausgleiches wurden nationale Kataster – auf Gemeindeebene geschaffene Wählerlisten nach nationaler Zugehörigkeit – entworfen, die man dann in 5 nationale Wahlkörper (Ruthenen, Rumänen, Deutsche, Polen und Juden) zusammenfasste. Weiters folgt die Schaffung von „Nationalen Kurien“ im Landtag – nicht unähnlich Fraktionen in heutigen Parlamenten, aber eben nicht nach Partei- sondern nach Nationenzugehörigkeit strukturiert –, welche die Exekutive der Selbstverwaltung (den „Landesausschuß“) wählen. Dieser Entwurf wurde von allen Beteiligten gebilligt, worauf im September die Übersendung des Entwurfes an das Wiener Innenministerium zur Erlangung der kaiserlichen Sanktion erfolgte.

### Kontroverse um den separaten jüdischen Kataster
Nun kam es zur größten Kontroverse bei der Entstehung der Ausgleichsgesetze – sie entspann sich um die Frage eines eigenen jüdischen Katasters, die vom Permanenzausschuß vorgeschlagen worden war und quer durch die Lager bei den Bukowiner Politikern breite Zustimmung fand. Trotz dieses Konsenses erfolgte durch die Wiener Zentralregierung in den Personen des Ministerpräsidenten Richard Freiherr von Bienerth und des Ministers des Inneren, Guido Freiherr von Haerdtl, ein energisches Veto. Dies hatte einen formalen und zwei gewichtige politische Gründe.
Als Formalgrund wurde ins Treffen geführt, dass die Juden in Österreich in den Staatsgrundgesetzen von 1867 als Religionsgemeinschaft, nicht aber als eigener Volksstamm angeführt wurden. Daher könne keine eigene jüdische Kurie geschaffen werden, da legistisch nur die Trennung nach Nationen, nicht nach Religionen möglich sei.

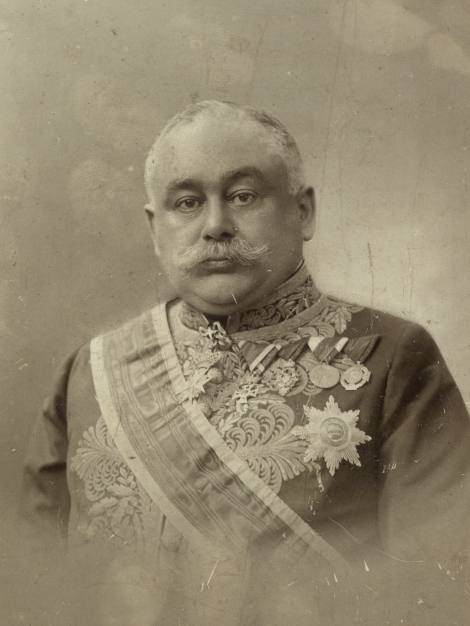
Innenminister Guido Freiherr von Haerdtl legte gegen den jüdischen Kataster sein Veto ein

Die politischen Gründe hatten einen gesamtstaatlichen Hintergrund: Erstens wollte man keinen Präzedenzfall schaffen, der in Folge zu einer Schwächung der deutschen Kurien gegenüber den Tschechen in Böhmen und Mähren durch Aufteilung nach Deutschen und Juden hätte führen können. Zweitens gab es ernsthafte Bedenken, eine Absonderung der jüdischen Wähler würde antisemitischen Forderungen nach separaten jüdischen Institutionen (zum Beispiel im Unterrichtswesen) nach sich ziehen und letztlich eine generelle Erosion der Gleichberechtigung der Juden mit sich bringen. Diese Regierungsposition wurde von prominenten jüdischen Persönlichkeiten nachdrücklich unterstützt, so vom Wiener Philosophen und Herrenhausmitglied Theodor Gomperz in einem Gastbeitrag in der Neuen Freien Presse am 26. September 1909.
Schließlich wurde der jüdische Kataster von der Wiener Regierung formal zurückgewiesen – womit die weit überwiegend deutschsprachigen jüdischen Wähler dem deutschen Kataster zugeordnet werden mussten – und eine Empfehlung ausgesprochen, in Wahlbezirken, in denen eine geographische Abgrenzung der Gruppen nicht möglich war, ein System der Minderheitenvertretung anzuwenden. Dieses Modell, in dem in gemischten jüdisch/deutschen Wahlbezirken zwei Mandate vergeben wurden, ein Mehrheits- und ein Minderheitenmandat, war nicht nur kompliziert, sondern sollte sich in der Praxis als anfällig für der Intention der Wahlordnung widersprechende Ausgänge herausstellen (s. unten).
Dennoch wurde diese Empfehlung der Wiener Regierung vom Permanenzausschuß in seiner letzten Sitzung im Oktober 1909 aufgenommen und in den Gesetzesentwurf eingearbeitet, die Juden damit dem deutschen Wahlkörper bzw. den deutschen Wählerlisten zugewiesen und drei Wahlbezirke mit Doppelmandaten eingerichtet. Dieser Teil des Ausgleichs fand allerdings weder die Zustimmung der deutschen noch der jüdischen Vertreter, die schwere Bedenken äußerten, und schließlich im Landtag auch gegen die Ausgleichsgesetze stimmen sollten.

### Endgültige Zusammensetzung des Landtages und Beschlussfassung

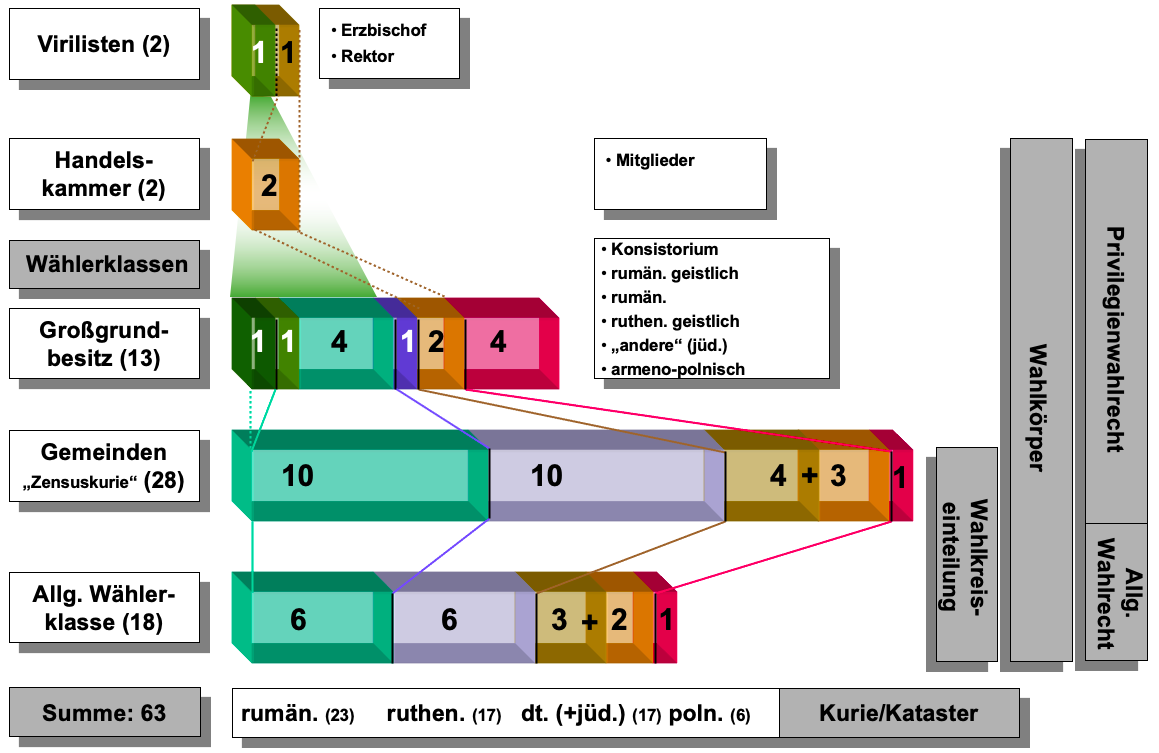
Mandatsverteilung im Bukowiner Landtag nach dem Ausgleich von 1909/10

In dieser letzten Sitzung des Permanenzausschusses vor der Beschlussfassung wurde auch die endgültige Zusammensetzung des Landtages mit 63 Mandaten festgesetzt.
Diese waren wie folgt zusammengesetzt:
- 2 Mandate gingen als ex officio oder Virilisten-Mandate an den griechisch-orientalischen Erzbischof von Czernowitz und an den Rektor der Universität Czernowitz, ersterer traditionell ein Rumäne, zweiterer meist ein (christlicher) Deutscher.

- 2 Mandate gingen an die Handelskammer und waren de facto jüdisch.

- In der Wählerklasse des Großgrundbesitzes wurden 13 Mandate vergeben, 2 davon an den geistlichen rumänischen, 4 an den weltlichen rumänischen Großgrundbesitz, 1 an die Ruthenen, 2 an die Juden (de jure: Deutsche), 4 an die Polen.

- In der Zensuskurie (also die an eine Mindeststeuerleistung gebundene Wählerklasse) vergab der Entwurf 28 Mandate, je 10 an Rumänen und Ruthenen, 7 an Deutsche (davon de facto 3 Juden), 1 an Polen.

- In der allgemeinen Wählerklasse gab es 18 Mandate, je 6 Rumänen und Ruthenen, 5 Deutsche (davon de facto 2 Juden), 1 Pole.

Damit hatten gemäß der Intention des Gesetzes die Rumänen 23 Mandate, die Ruthenen 17, die Juden 9, die Deutschen 8 und die Polen 6.
Zur Abwicklung der Wahl in der allgemeinen und der Zensus-Klasse wurde das Katastersystem verwendet, das alle Wähler einerseits einer Nationalität und damit einem Wahlkörper, andererseits einem Wahlkreis zuordnete (heute würde man von einem Matrix-System sprechen). Diese seitens der Behörden erstellten Listen wurden aufgelegt und in einem daran anschließenden „Richtigstellungsverfahren“ konnten die Wahlberechtigten sich und andere nun aus Listen heraus- oder in Listen hineinreklamieren.
Während sich alle Vertreter im Permanenzausschuß mit der Mandatsverteilung einverstanden erklärten, blieb es bei den Auffassungsunterschieden zu den jüdisch/deutschen Mandaten. Der Permanenzausschuß ersuchte nun den Landespräsidenten, den Landtag einzuberufen.
Am 16. Oktober 1909 erfolgte schließlich die Debatte und Beschlussfassung im Bukowiner Landtag, der Gesetzesentwurf wurde gegen die Stimmen der deutschen und jüdischen Abgeordneten mit Zweidrittelmehrheit angenommen. Im Mai 1910 traf die Zustimmung der Wiener Zentralregierung sowie die kaiserliche Sanktion ein.

## Interpretation der Mandatsverteilung
Auf den ersten Blick erkennt man das numerische Übergewicht der rumänischen Mandate, dem keine demographische Mehrheit – und schon gar nicht in diesem Ausmaß – gegenüberstand, da die Rumänen in der Bukowina knapp hinter den Ruthenen die zweitstärkste Bevölkerungsgruppe stellten. Wie man sieht ergibt sich diese Mehrheit durch mehrere Mandate, die nach dem Prinzip der Interessensvertretung vergeben wurden. Sechs von den dreizehn Mandaten des Großgrundbesitzes gingen an die Rumänen, nur eines an die Ruthenen. Hier spiegelt sich die Bedeutung der traditionellen Führungsschicht der Bukowina – der Bojaren – wider, auch wenn mit dem Ausgleich als Gipfelpunkt einer langen politischen Auseinandersetzung diese Vorherrschaft offiziell (und in der Praxis weitgehend wohl auch tatsächlich) beendet war. Über die starke Gewichtung des Großgrundbesitzes konnten sich auch die Armeno-Polen – eine weitere traditionelle Elite des Landes – mit fast einem Zehntel der Mandate einen Einfluss sichern, der weit über ihre Bevölkerungsstärke hinausging, jedoch ihre gesellschaftliche „Leistungsfähigkeit“ zum Ausdruck brachte.
Diese Mandatsverteilung stellte, ähnlich wie beim Mährischen Ausgleich, einen Kompromiss zwischen den Prinzipien der Gleichheit und der Leistung, beziehungsweise zwischen quantitativen und qualitativen Kriterien dar. Ganz im Sinne der liberalen politischen Tradition Österreich-Ungarns setze sich der Konsens durch, dass politische Vertretung nicht nur durch das Abzählen von Köpfen bestimmt sein dürfe, sondern auch Aspekte wie Besitz und Bildung sowie davon abgeleitet die Steuerleistung berücksichtigen müsse. Ganz wesentlich spielte auch die Idee, dass die Interessen von (insbesondere einflussreichen) Minderheiten vor der Willkür der Mehrheit geschützt werden müsse, eine Rolle.

## Das Funktionieren der Gesetze in der Praxis

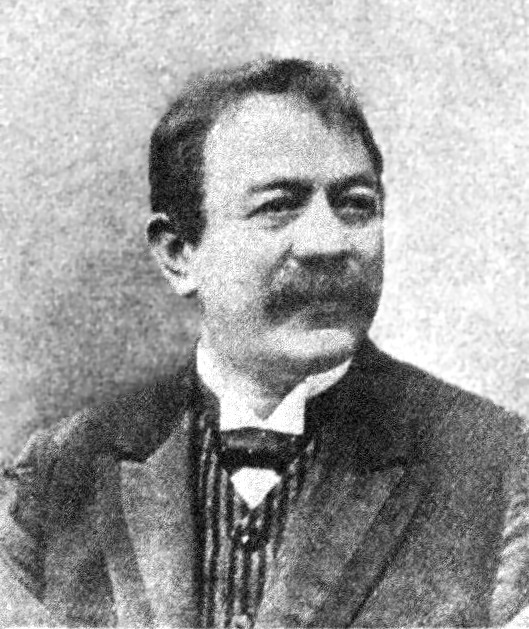
Der jüdische Klubobmann Benno Straucher sollte mit seiner Kritik an der Wahlordnung recht behalten (Foto vor 1907)

Schon bei der Beschlussfassung der Gesetze wurden von den deutschnationalen und jüdischen Abgeordneten nochmals die Argumente und Bedenken gegen einzelne Abschnitte zusammengefasst. Einwände hatten sie vor allem gegen zwei Bereiche der Landtagswahlordnung: das System der Majoritäts- und Minoritätsmandate sowie das Richtigstellungsverfahren.
Ersteres war eingeführt worden, da es einerseits ja nicht möglich war, Deutsche und Juden in getrennten Wahlkörpern zu führen, andererseits in den Städten die geographische Verflechtung so dicht war, dass man auch nicht durch die Gestaltung der Wahlkreise eigene Mandate für deutsche und für jüdische Abgeordnete garantieren konnte. So wurde also eine komplizierte Lösung ausgearbeitet, nach der in den drei betroffenen Wahlkreisen jeweils zwei Mandate vergeben wurden. Eines sollte an den Kandidaten gehen, der über 50 % der Stimmen erhielt, das andere an den zweitgereihten Kandidaten mit mehr als 25 % der Stimmen. Der führende deutschnationale Abgeordnete Arthur Skedl wies darauf hin, dass die Deutschen bei diesen drei Mandaten vollständig von der Majorität der Juden abhingen: „Wenn wir hier, wo wir in der Minorität sind, wählen und eine Stichwahl notwendig ist, so entscheidet über die Person des Kandidaten die Judenschaft.“  Damit hätten sie von ihren sieben (bzw. acht mit dem Rektor, der aber nicht immer ein Deutscher war) Mandaten nur vier sicher.
Der jüdische Klubchef Benno Straucher sah vor allem Probleme bei der Bestimmung, dass Wähler aus einer der nach Nationalitäten getrennten Liste hinausreklamiert werden konnten: „Und wenn es beispielsweise dem Kollegen Wiedmann oder seinen Gesinnungsgenossen [den Christlichsozialen, Anm.] in den deutschen Gemeinden in ihrer zweifelhaften Objektivität belieben wird, die Juden hinauszureklamieren, um sich Majoritäten zu schaffen, so stehen wir schutzlos da.“  Der Landtag beschloss schließlich eine von ihm eingebrachte Resolution, „daß für die Eintragung der Wähler in die Nationalitäten- oder Wählerlisten in erster Linie die Erklärung des betreffenden Wählers entscheidend ist“.
Die Bedenken beider Abgeordneter sollten sich in der Praxis als berechtigt herausstellen.
Die ersten und einzigen auf Grundlage des Ausgleiches durchgeführten Landtagswahlen starteten unmittelbar nach der kaiserlichen Sanktionierung im Juni 1910 mit der Erfassung der Wahlberechtigten und fanden im Mai 1911 mit dem letzten Wahlgang ihren Abschluss. Schon bei der komplexen Katasterbildung gab es in den Gemeinden Unklarheiten, wo die jüdischen Wähler einzutragen seien, und im Richtigstellungsverfahren agitierte das christlichsoziale Parteiorgan Bukowina Volksblatt für ein systematisches Hinausreklamieren der jüdischen Wähler aus den deutschen Wählerlisten. Einige rumänische Geistliche versuchten eine Beeinflussung der ruthenischen Landbevölkerung zur Eintragung in die rumänischen Wählerlisten. In der Hauptstadt Czernowitz versagte das System der Mehrheits- und Minderheitenmandate bei der gewünschten Aufteilung der deutschen und jüdischen Mandate, da das Minderheitenmandat statt an den deutschen Kandidaten an den Unterlegenen eines unerwarteten innerjüdischen Wahlkampfes ging.
Eine 1913 vom Bukowiner Landtag verabschiedete Novellierung der Landtagswahlordnung versuchte, das System der Mehrheits- und Minderheitenmandate zu vereinfachen und die deutschen Mandate abzusichern, erhielt jedoch vor Kriegsausbruch nicht mehr die Sanktion aus Wien.
Offen bleibt, ob die Zielsetzung der Eliminierung nationaler Gegensätze als Wahlkampfgegenstand auch mit einfacheren Mitteln, etwa durch eine dem Verhältniswahlrecht folgende Regelung erreichbar gewesen wäre. Diese hätte allerdings nicht die Vorteile der nationalen Trennung (in der Literatur als „Befriedung durch Trennung“ bezeichnet), der Vorhersehbarkeit und der Stabilität mit sich gebracht, die von den Gesetzgebern intendiert waren. Dieses Ziel war eben nur durch eine Kombination von Personalautonomie und Territorialautonomie, welche eine komplexe legistische Grundlage benötigte, erreichbar.

## Auswirkungen auf das politische Klima in der Bukowina
Aus dem bereits gesagten ist klar, dass nach den Landtagswahlen die Deutschen nach dem Geist des Gesetzes ein Mandat „zu wenig“ und die Juden eines „zu viel“ hatten. Ein ruthenisches Mandat war an einen sozialistischen Kandidaten gegangen, der nicht nur nicht mit seinen Kataster-Genossen, sondern zumeist energisch gegen sie agierte, und zwar gemeinsam mit einem rumänischen Bündnis aus Hochklerus, Großgrundbesitzern und Nationalisten, die sich in Richtung Kriegsausbruch immer klarer als Irredentisten herausstellten. Durch sein Stimmverhalten in den entscheidenden Materien muss man zu dieser bunten Koalition auch Benno Straucher hinzurechnen, der zwar immer noch von der breiten jüdischen Bevölkerung als politische (und als Kultuspräsident auch religiöse) Führungsfigur anerkannt wurde, sich aber in den letzten Jahren vor Kriegsausbruch innerhalb der politischen Elite immer stärker isoliert hatte. Die anderen jüdischen Mandatare gingen politisch sehr eigenständig vor und verwirklichten – obwohl ja eigentlich gar keine Nationalität im Sinne der Ausgleichsgesetze – noch am ehesten den Ansatz „einzelne Nation = eigenständiges politisches Interesse“.
Dem klerikal-national-sozialistischen Bündnis standen die Ruthenische Nationalpartei unter der überragenden politischen Figur Nikolaj Wassilko, die deutschnationalen Abgeordneten, ein Christlichsozialer und die Polen gegenüber; die rumänischen Demokraten um Aurel Onciul kann man ebenfalls diesem Bündnis zurechnen. Damit fanden sich – mit Ausnahme der Jüdisch-Nationalen – fast deckungsgleich die Kräfte des ursprünglichen „Freisinnigen Verbandes“ wieder.
Allerdings sollte man sich diese Bündnisse nicht als stabile Koalitionen vorstellen. Zweckbündnisse wurden da und dort geschlossen und die Mehrheiten wechselten. Aber in den wichtigsten landespolitischen Fragen fand man zumeist diese Konstellation vor, die über die Mandatsmehrheit verfügte, weswegen sich auch das von den Ruthenen angeführte Bündnis häufig durchsetzen konnte.

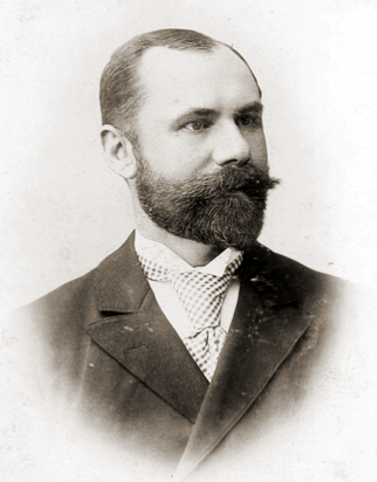
An einem Skandal um die Raiffeisenkassen zerbrach mit dem Parteiaustritt von Stefan Smal-Stocki die politische Einheit der Jungruthenen

In der politischen Praxis zeigte sich, dass in landespolitischen Entscheidungsfindungsprozessen nicht so sehr die Nationalität entscheidend war, als die jeweils vertretenen Interessen. Gerade die rumänischen Abgeordneten mit ihren zahlreichen Mandaten waren derart hoffnungslos zerstritten und zersplittert, dass sie das Fortkommen im Landtag immer wieder lähmten. Auch bei den jüdischen Mandataren fanden dramatische Grabenkämpfe während des schmerzlichen Emanzipationsprozesses von ihrem politischen Übervater Benno Straucher statt.
Das größte landespolitische Thema in der Bukowina während der kurzen Wirkungszeit der Ausgleichsgesetze war der drohende völlige Zusammenbruch der rumänischen und ruthenischen Raiffeisenkassen – ein klassisches Thema des „nationalen Besitzstandes“. Gerade hier aber agierten die Rumänen bzw. Ruthenen nicht geschlossen. Bei den Rumänen trafen die im letzten Jahrzehnt emporgekommenen liberalen und regimetreuen Demokraten, die sich wohl allzu unverschämt an Ämtern und geschäftlichen Chancen im öffentlichen und halböffentlichen Bereich bedient hatten, auf die Vertreter des Großgrundbesitzes und damit der alten Bojaren-Elite im Bündnis mit den bäuerlichen Abgeordneten, die sich von den Demokraten als verraten und verkauft empfanden. Selbst die sonst so mustergültig disziplinierten Ruthenen verloren über dieser Affäre ihren zweitwichtigsten Landespolitiker: Landeshauptmann-Stellvertreter und Reichsratsabgeordneter Stefan Smal-Stocki fühlte sich von seiner Partei in seiner Funktion als Obmann des ruthenischen Raiffeisenlandesverbandes nicht genügend unterstützt, trat von seinen Landesämtern zurück und bekämpfte die Jungruthenen ab dann wo immer er konnte – was anfangs ein kleines politisches Erdbeben auslöste, aber weitgehend erfolglos bleiben sollte.
Einzig in der „Kirchenfrage“, bei der es um die Besetzung der höchsten kirchlichen Ämter im Land ging – was kaiserliches Privileg und daher politisch war – trafen die nationalen Interessen aufeinander. Aber nicht einmal hier verliefen die Frontlinien klar: die Demokraten um Aurel Onciul waren vom Fanatismus der rumänischen Nationalisten weit entfernt und versuchten, eine vermittelnde Rolle einzunehmen.

## Schlussfolgerung
Aus all dem werden in der Literatur verschiedene Schlüsse gezogen: Zum Beispiel, dass der Bukowiner Ausgleich derartig erfolgreich dabei war, nationale Konfrontationen zu entschärfen, dass die politischen Konflikte eben nicht mehr entlang nationaler Trennlinien verliefen. Oder aber, dass es so scharfe politische Gegensätze zwischen Volksgruppen wie in anderen Kronländern ohnehin nicht geben konnte, da durch die Vielzahl der Gruppen eine Politik des ständigen Ausgleiches zwingend notwendig war. Oder auch, dass es den Initiatoren der Ausgleichsgesetze gar nicht primär um die nationale Frage, sondern eher um eine Entmachtung der alten Eliten durch Demokratisierung ging, die sich unter dem Mantel eines Ausgleiches am besten verkaufen ließ. Diese Frage ist für einen wissenschaftlichen Konsens in der Literatur noch nicht ausreichend diskutiert.